# 20e régiment du train
Pour les articles homonymes, voir 20e régiment.
Le 20e régiment du train est une ancienne unité du Train de l'Armée de terre française. Créé sous le Premier Empire, il est recréé à la fin du XIXe siècle sous le nom de 20e escadron du train. Devenu un régiment en 1982, il est dissous en 1993.

## Création et différentes dénominations
- 1812 : création du 20e bataillon du train des équipages militaires
- 1813 : dissolution
- 1875 : création du 20e escadron du train
- 1919 : renommé 20e compagnie autonome du train
- 1920 : renommée 20e escadron du train
- 1928 : renommé 20e compagnie régionale du train
- 1934 : renommée 20e escadron du train
- 1939 : dissolution
- 1945 : recréé comme 20e escadron régional du train
- 1946 : dissolution
- 1952 : recréé comme 20e compagnie divisionnaire du train
- 1956 : dissolution
- 1981 : formation comme 20e régiment du train
- 1993 : absorbe par le 5eme rcs

## Historique

### Guerres napoléoniennes
Le 20e bataillon du train des équipages militaires est créé à Dantzig le 24 janvier 1812 mais disparait dans la campagne de Russie et est dissous en janvier 1813.

### De 1875 à 1914
L'unité est recréée le 21 avril 1875 sous le nom de 20e escadron du train, à partir d'éléments des 2e et 3e régiments du train, dissous. Stationné à Versailles, le 20e ET est affecté au gouvernement militaire de Paris (GMP). Il engage des éléments dans la conquête de la Tunisie en 1881-1882 et deux compagnies en Indochine de 1884 à 1895.
Le 21 février 1898, le 20e ET passe sous le commandement du 20e corps d'armée nouvellement créé en Meurthe-et-Moselle. Il compte avant-guerre des unités à Versailles et d'autres à Neufchâteau et Nancy.

### Entre-deux-guerres
Devenu une compagnie autonome du train, il reprend le nom de 20e escadron du train le 1er janvier 1920. En juillet, il s'installe à Nancy où il devient l'unité du train du 20e corps.
D'octobre 1928 au 1er février 1934, il est renommé 20e compagnie régionale du train, à Nancy et Strasbourg. En septembre 1939, à la mobilisation, il est dissous et forme plusieurs compagnies et groupes de transport.

### Après 1945
Le 20e escadron régional du train est brièvement recréé le 1er février 1945 à Nancy, affecté à la 20e région militaire. Après la dissolution de celle-ci, le 20e ERT est également dissous le 1er avril 1946.
La 20e compagnie divisionnaire du train est ensuite mise sur pied le 1er février 1956 à Marrakech et devient le 1er novembre 1956 la 82e compagnie de quartier général.
Le 1er juillet 1981, le 41e groupe d'escadrons de quartier général donne naissance au 20e régiment du train à Baden-Baden. Il assure alors la mission de soutien de l'état-major des forces françaises en Allemagne et du 2e corps d'armée français.
Le 20e régiment du train est dissous en 1993 lorsque les forces françaises en Allemagne (FFA) deviennent les forces françaises stationnées en Allemagne (FFSA).
Le détachement de soutien national français du corps européen de Strasbourg est dépositaire de l’étendard et des traditions du 20e régiment du train[réf. obsolète].

## Étendard
Il ne porte aucune inscription.

## Insigne
L'insigne du 20e RT fait référence à l'histoire de l'unité : l'aigle impériale fait référence à la création en 1812 et l'insigne central est une reprise de celui du 20e ET dans les années 1930. La roue dentée symbolise la motorisation, le chardon et la croix de Lorraine l'implantation de l'unité à Nancy. Enfin, le fond de l'écu reprend l'insigne du 2e corps d'armée.

## Personnalités ayant servi au régiment
- Lucien Petit-Breton (1882-1917), coureur cycliste, mort pour la France en 1917
- René Spaeth (René d'Alsace) (1890-1972), poète et journaliste régionaliste, fondateur de l'Académie d'Alsace